# جنتجانا روچی
جنتجانا روچی (مقدونی: Гентјана Рочи؛ زادهٔ ۱۷ سپتامبر ۱۹۹۴) بازیکن فوتبال اهل مقدونیه شمالی است.
وی همچنین در تیم ملی فوتبال بانوان مقدونیه شمالی بازی کرده‌است.